# Highly Rare
Highly Rare ist ein Jazzalbum von Makaya McCraven. Die im November 2016 in Danny's Tavern, Chicago, entstandenen und im Studio des Schlagzeugers/Produzenten neu arrangierten Aufnahmen erschienen 2017 auf International Anthem, zunächst in einer limitierte Auflage von Audiokassetten, verpackt in siebbedruckten und mit Schnur versiegelten Umschlägen, anschließend als Download.

## Hintergrund
Makaya McCraven nahm das Material für das Album bei einer Show in der Chicagoer Kneipe Danny's Tavern auf 4-Spur-Kassette auf, einem Ort, der nicht für den Auftritt von Live-Bands bekannt ist, geschweige denn für Live-Aufnahmen. In der Postproduktion wandte Makaya McCraven einen Ansatz an, den er bereits bei seinem Album In the Moment (2015) verfolgt hatte, und nahm erneut Stereomixe der gesamten Bandimprovisationen mit in sein Tonstudio, um die Tracks zu bearbeiten, zu loopen, zu schichten und zu arrangieren.
Makaya McCraven (Schlagzeug) spielte mit Junius Paul (Bassgitarre). Nick Mazzarella (Altsaxophon), Ben Lamar Gay (Kornett, Diddley Bow, Stimme) und Cameo-Auftritten von Gira Dahnee (Stimme) und LeFtO (Turntables).

## Titelliste
- Makaya McCraven: Highly Rare (International Anthem)[1]

1. Danny's Intro 1:59
2. The Locator 4:10
3. Above & Beyond 3:50
4. Venus Rising 7:04
5. Icy Lightning 1:52
6. Left Fields 11:28
7. R.F.J. III 7:00
8. Early Bird Once Again 3:46

Die Kompositionen stammen von Makaya McCraven.

## Rezeption
Das Album wurde in einer beißend kalten Nacht aufgenommen, wenige Tage nach den niederschmetternden Ergebnissen der US-Präsidentschaftswahlen, schrieb Tina Edwards in Bandcamp, und man könne diese Spannung und [das Gefühl] der Trostlosigkeit auf der ganzen LP hören. „Danny's Intro“, ein Stück aus den Live-Aufnahmen des Abends, gäbe die Szenerie vor: „About to make some shit up for y'all“, brüllt McCraven, bevor er sein „yo yo yo yo yo yo yo yo“ in eine eingängige Hookline verwandle. Bei Highly Rare herrsche ein spürbares Unbehagen; „Venus Rising“ klinge wie ein Wutanfall, der die schrecklichen Auswirkungen schrecklicher Nachrichten einzufangen scheint. Das Stück bebe in diesem Raum für fast fünf volle Minuten, bevor Blechbläser Ben Lamar Gay mit seinem Kornett eisig und wütend [um sich] spucke. Wenn Improvisation eine Wissenschaft wäre, würde McCraven als einer der Besten im Labor gelten.
Aufgenommen in einer Nacht unter dem Gefrierpunkt im November 2016, zwölf Tage nach einer alptraumhaften Präsidentschaftswahl, in der Bar, zeige Highly Rare McCraven und seine Band, wie sie sich in die Winternacht begeben, um auf geschickte Weise Zuflucht, Stille und das drohende Gefühl zu erkunden, dass „auf uns alle das Dach einstürzen könnte“, schrieb Steven Arroyo (Pitchfork Media). McCCraven hätte ihre spontanen Improvisation geschickt manipuliert und das improvisierte Rohmaterial in ein sorgfältig bearbeitetes Statement verwandelt. Das fertige Produkt sei irgendwie rhythmischer und schwer fassbarer als sein Ursprung. Highly Rare sei ein dunkler Gang zwischen Free Jazz und Hip-Hop, der ruhelos durchquert werde, um die Trennung zwischen den beiden Formen aufzuheben. McCraven bewege sich selbstbewusst durch eine düstere Landschaft, konfrontiere Albträume, indem er mit ihnen Spaß treibe, er spiele mit rhythmischen Konventionen und verspotte sie mit seinen Gaben.